# Acido oleanolico
L'acido oleanolico è un acido carbossilico triterpenico pentaciclico, presente in alcune piante come la Phytolacca americana.